# Strange Brew: The Very Best of Cream
Strange Brew: The Very Best of Cream es un álbum compilatorio del supergrupo británico Cream.
Mientras The Very Best of Cream (siguiente compilación que se publicaría en 1995) es de carácter más completo, este álbum se enfoca más en los sencillos publicados por la banda.

## Lista de canciones
(Nota: Pistas 6 y 11 pueden no aparecer en algunas versiones del LP en vinilo o en el casete - llevan la serie RSD5021 en Gran Bretaña)
1. "Badge" (Eric Clapton, George Harrison) – 2:46
2. "Sunshine of Your Love" (Jack Bruce, Clapton, Pete Brown) – 4:10
3. "Crossroads" (Robert Johnson, arreglos de Clapton) – 4:14
4. "White Room" (Bruce, Brown) – 4:58
5. "Born Under a Bad Sign" (Booker T. Jones, William Bell) – 3:13
6. "SWLABR" (Bruce, Brown) – 2:34
7. "Strange Brew" (Clapton, Felix Pappalardi, Gail Collins) – 2:48
8. "Anyone For Tennis (The Savage Seven Theme)" (Clapton, Martin Sharp) – 2:38
9. "I Feel Free" (Bruce, Brown) – 2:54
10. "Politician" (Bruce, Brown) – 4:12
11. "Tales of Brave Ulysses" (Clapton, Sharp) – 2:49
12. "Spoonful" (Willie Dixon) – 6:30